# Victor Gjerling
Johan Victor Gjerling, född 15 augusti 1818 i Karlskrona amiralitetsförsamling, Blekinge län, död 5 oktober 1897 i Skeppsholms församling, Stockholms stad, var en svensk överdirektör och politiker.

## Biografi
Gjerling blev 1854 chef för skeppsbyggerisektionen i preussiska amitalitetet. Han var 1877–1881 överdirektör och chef för Mariningenjörsstaten. Han var ledamot av riksdagens andra kammare 1873–1875, invald i Karlskrona valkrets. Han var ledamot av Karlskrona stadsfullmäktige samt landstingsman i Blekinge län.